# Callerebia summa
Callerebia summa är en fjärilsart som beskrevs av Andrej Nikolajewitsch Avinoff 1910. Callerebia summa ingår i släktet Callerebia och familjen praktfjärilar. Inga underarter finns listade i Catalogue of Life.